# Parícutin

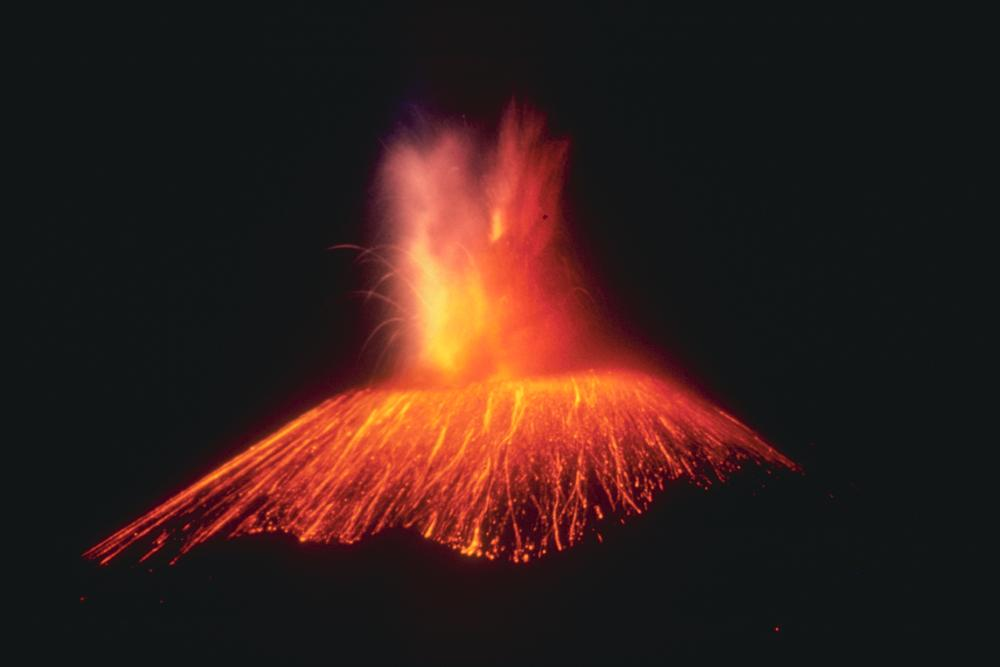
L'eruzione nel 1943

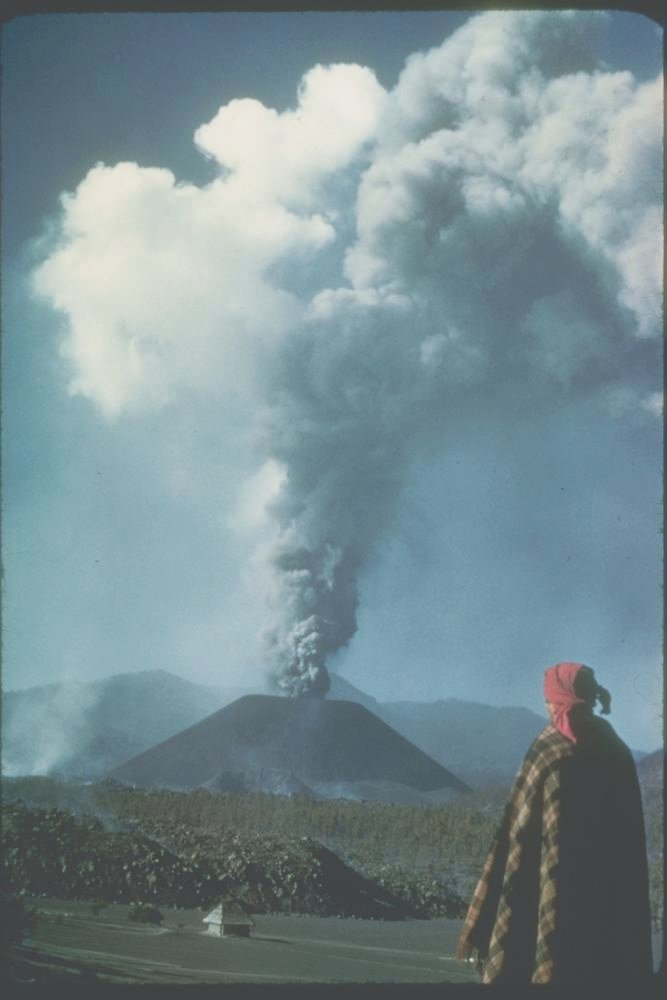
Il vulcano nel 1943

Il vulcano Paricutín o Parícutin (nella lingua purépecha Parhíkutini, luogo all'altro lato) è il vulcano più giovane al mondo e appare in alcune versioni delle Sette Meraviglie Naturali del Mondo. Si trova nello Stato di Michoacán, in Messico tra il villaggio di San Juan Parangaricutiro e quello di Angahuan. Ha preso il nome dal villaggio omonimo che rimase completamente sommerso dalla sua eruzione iniziata il 20 febbraio del 1943.

## La nascita
Nella Valle di Rancho Tepachua, appena a nord-ovest del paese di Paricutin, un agricoltore locale, Dioniso Pulido, possedeva un piccolo appezzamento di terreno coltivato a grano in cui, da molti anni, esisteva una piccola buca. Numerosi testimoni raccontavano che da questa voragine, saltuariamente, veniva emesso del calore e si potevano udire rumori sotterranei. Dalla fine del 1942 la zona fu poi soggetta ad alcuni terremoti d'intensità crescente.
La mattina del 20 febbraio del 1943 Dioniso Pulido ed alcuni parenti si erano recati sul posto per preparare la semina quando, accompagnata da un violento spostamento d'aria, ai due lati della buca s'aprì una spaccatura da cui ebbe origine una violenta emissione di vapori e fiamme. Questa fase esplosiva iniziale creò un'altissima nube di cenere, ma solo dalla sera dello stesso giorno la lava cominciò ad essere visibile. L'eruzione crebbe costantemente, e con maggiore violenza, nei mesi successivi, producendo un'ingente quantità di scorie e lave che lentamente ricoprirono campi e villaggi nel giro di una decina di chilometri d'intorno.
L'eruzione durò ben 9 anni. Non ci furono vittime perché, grazie alla lentezza delle lave, la popolazione ebbe sufficiente tempo per mettersi in salvo, ma quando terminò due centri abitati erano scomparsi: Paricutín e San Juan Viejo Parangaricutiro (Parhikutini e Parangarikutirhu in purépecha). Il primo fu totalmente cancellato (vicinissimo al punto in cui si trovava c'è ora il cratere del vulcano); del secondo resta visibile solo parte della facciata e della torre sinistra della chiesa, e la parete posteriore con l'altare.

## Nella cultura di massa

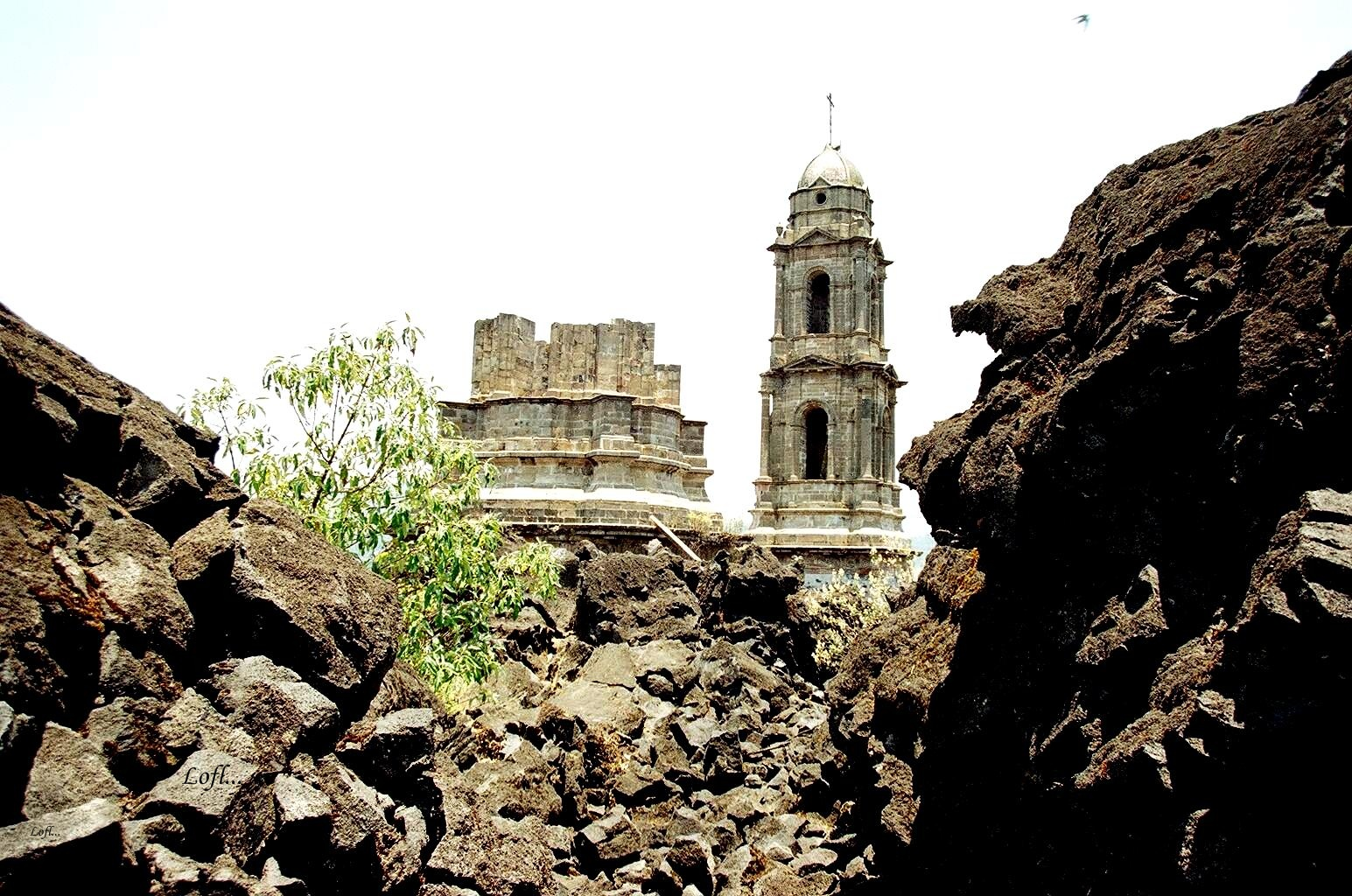
La chiesa di San Juan Parangaricutiro

Le riprese del vulcano durante la sua attività eruttiva furono inserite nel film della 20th Century Fox Il capitano di Castiglia, uscito nel 1947, con Tyrone Power.
La descrizione della nascita del vulcano viene usata dal protagonista del romanzo Stiller del 1954 di Max Frisch come tentativo di dimostrare la sua provenienza dal Messico.
I Litfiba nel 1993 scrivono la canzone Sotto il Vulcano e girano il promo-video proprio sotto il vulcano Parìcutin.
Viene citato anche nel film Vulcano - Los Angeles 1997 ed è presumibilmente la fonte per la trama del film (considerando che nel lungometraggio si forma un vulcano proprio nel bel mezzo di Los Angeles come prima si era formato nel campo di Paricutin).